# Saint-Symphorien-des-Monts
Saint-Symphorien-des-Monts ist eine Ortschaft und eine ehemalige französische Gemeinde mit 124 Einwohnern (Stand: 1. Januar 2022) im Département Manche in der Region Normandie. Sie gehörte zum Arrondissement Avranches und zum Kanton Saint-Hilaire-du-Harcouët. Der Namenszusatz des-Monts besteht offiziell seit 1921.
Mit Wirkung vom 1. Januar 2016 wurden die früheren Gemeinden Saint-Symphorien-des-Monts und Buais zu einer Commune nouvelle mit dem Namen Buais-Les-Monts fusioniert und haben in der neuen Gemeinde den Status einer Commune déléguée. Der Verwaltungssitz befindet sich im Ort Buais.

## Demografie
| Jahr      | 1962 | 1968 | 1975 | 1982 | 1990 | 1999 | 2007 | 2015 |
| --------- | ---- | ---- | ---- | ---- | ---- | ---- | ---- | ---- |
| Einwohner | 275  | 263  | 266  | 228  | 200  | 152  | 156  | 149  |

## Sehenswürdigkeiten
- Kirche Saint-Symphorien (St. Symphorianus) aus dem 17. Jahrhundert

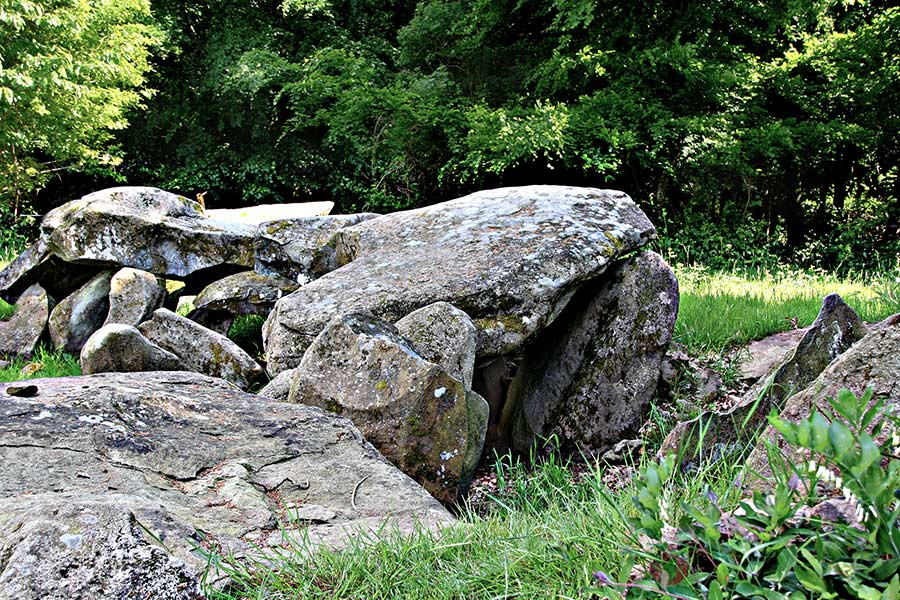
Allée couverte des Cartesières